# Trillian
Trillian là trình chat giúp bạn đăng nhập vào nhiều tên đăng ký của một dịch vụ nào đó hoặc bạn có thể đăng nhập vào cùng một lúc nhiều dịch vụ trong một cửa sổ làm việc. Nó tích hợp nhiều dịch vụ như: Yahoo!, MSN, IRC, AIM và ICQ.